# Google Chrome
Google Chrome ist ein Webbrowser des US-amerikanischen Unternehmens Google LLC. Er ist seit Mai 2012 der weltweit am weitesten verbreitete Browser.
Google veröffentlicht große Teile des Quelltextes von Google Chrome in dem Open-Source-Projekt Chromium.

## Geschichte

### Erste Veröffentlichungen und Eignung für marktgängige Betriebssysteme
Als erste Veröffentlichung wurde am 2. September 2008 eine Windows-Version mit der Versionsnummer 0.2 freigegeben. Die erste stabile Version 1 folgte am 11. Dezember 2008. Mit Version 4 kam die erste auch auf Linux und Mac OS X lauffähige Version als Beta-Version heraus. Mit Version 5 wurden diese in einer stabilen Version veröffentlicht.
Ab dem 7. Februar 2012 bot der Hersteller die erste auf der Version 16.0 basierende Vorabversion des Browsers für Android an. Laut Google lag das Augenmerk bei der Entwicklung des Browsers vor allem auf Schnelligkeit und Sicherheit. Im Vergleich zur Desktop-Version besitzt Chrome für Smartphones eine neu gestaltete Ansicht, in der Tabs übereinander gestapelt werden.
Seit dem 28. Juni 2012 ist Google Chrome auch für iOS erhältlich. Da Apple für iOS keine alternativen Browser-Engines erlaubt, basieren die HTML-Rendering-Engine und die JavaScript-Implementierung auf der iOS-Komponente WKWebView. Somit ist auch Googles JavaScript-Implementierung V8 auf dieser Plattform nicht verfügbar. Laut Sundar Pichai, der damals noch Chrome-Entwickler war, waren diese Zugeständnisse notwendig, um Google Chrome auf iOS verfügbar zu machen. Die App setzt mindestens iOS 9.0 voraus und unterstützt sowohl iPhone, iPod touch als auch den größeren Bildschirm des iPad. Wie in Chrome für Android können auch mit Chrome für iOS sämtliche Lesezeichen, geöffnete Tabs und Passwörter synchronisiert werden, sofern sich Nutzer mit einem Google-Konto anmelden.
Der Browser ist ein integraler Bestandteil des hauseigenen Betriebssystems ChromeOS.

### Versionen
Bis Version 6 wurde etwa alle vier Monate eine Hauptversion veröffentlicht, seit Sommer 2010 alle sechs bis sieben Wochen. Dazwischen erscheinen Zwischenversionen („minor update“), um gravierende Sicherheits- und Stabilitätsprobleme zu beseitigen.
Zusätzlich zu stabilen Versionen bietet Google Chrome drei Vorabversionen: Beta, Dev (Developer) und Canary. Die Beta- und Dev-Versionen werden für Android, Windows, macOS und Linux veröffentlicht. Dabei werden diese Versionen auf allen Desktop-Betriebssystemen nicht separat installiert, sondern ersetzen die bisherige Chrome-Installation.

Logo von Chrome Canary

Gegenüber den Beta- und Dev-Versionen wird die Canary-Version separat neben der anderen Google-Chrome-Version installiert. Das Canary Build entsteht automatisch aus der neuesten Version des Open-Source-Projektes Chromium und wird daher vor der Veröffentlichung nicht mehr getestet. Diese Version ist für Android, Windows und Apples macOS verfügbar. Canary ist englisch für Kanarienvogel und steht symbolisch für die Verwendung von Kanarienvögeln als Warnvögel im Bergbau, bedeutet also, dass Fehler im Canary-Build erkannt werden sollen, bevor diese an stabilere Versionen weitergegeben werden.
Damit die Dateigröße der Updates möglichst klein ist, wird das dafür entwickelte Datenkompressionssystem Courgette verwendet.
Mit Chrome 94 (September 2021) wurde der Aktualisierungszyklus für neue Versionen von sechs auf vier Wochen reduziert. Zusätzlich können Benutzer von Chrome Enterprise seit dieser Version auf den Extended Stable Channel wechseln, welcher nur Sicherheitsaktualisierungen erhält und neue Versionen alle acht Wochen bereitgestellt werden. Anfang 2023 wurde Early Stable eingeführt, bei dem eine ausgewählte Anzahl an Benutzern, die neue Hauptversion bereits eine Woche vor der Veröffentlichung erhält, um frühzeitig Probleme erkennen zu können.
| Versionsgeschichte der Desktopversion (Windows, Linux, macOS)                                                                         | Versionsgeschichte der Desktopversion (Windows, Linux, macOS) | Versionsgeschichte der Desktopversion (Windows, Linux, macOS) | Versionsgeschichte der Desktopversion (Windows, Linux, macOS) | Versionsgeschichte der Desktopversion (Windows, Linux, macOS) | Versionsgeschichte der Desktopversion (Windows, Linux, macOS) |
| Browserversion | Browserversion                                                | Engine-Version                                                | Engine-Version                                                | Veröffentlichung                                              | Anmerkungen und wichtige Änderungen |
| Meilenstein | Build                                                         | WebKit bzw. Blink                                             | V8                                                            | Veröffentlichung                                              | Anmerkungen und wichtige Änderungen |
| --- | ------------------------------------------------------------- | ------------------------------------------------------------- | ------------------------------------------------------------- | ------------------------------------------------------------- | --- |
| 0.2 | 149                                                           | 522                                                           | 0.3                                                           | 2. September 2008                                             | - Erste Veröffentlichung als Beta-Version für Windows |
| 0.3 | 154                                                           | 522                                                           | 0.3                                                           | 29. Oktober 2008                                              | - Verbesserte Pluginstabilität |
| 0.4 | 154                                                           | 525                                                           | 0.3                                                           | 24. November 2008                                             | - Lesezeichenmanager mit Export und Import - Datenschutzabschnitt in den Optionen - Sicherheitsupdates |
| 1.0 | 154                                                           | 528                                                           | 0.3                                                           | 11. Dezember 2008                                             | - Erste stabile Version |
| 2.0 | 172                                                           | 530                                                           | 0.4                                                           | 24. Mai 2009                                                  | - Vollbildmodus - JavaScript beschleunigt - Unterstützung vom Mausrad |
| 3.0 | 195                                                           | 532                                                           | 1.2                                                           | 15. September 2009                                            | - Neue „Neuer-Tab“-Seite - schnelleres JavaScript - Unterstützung für HTML5-Video- und -Audio-Tags sowie Themes |
| 4.0 | 249                                                           | 532.5                                                         | 1.3                                                           | 25. Januar 2010                                               | - Erweiterungen - Native Unterstützung für Greasemonkey-Skripte - Lesezeichen-Synchronisierung - bessere Entwicklerwerkzeuge - bessere HTML5-Unterstützung - Änderungen bei Web SQL Database, Web Storage, Application Cache und Web Sockets - Version für Mac und Linux als Beta-Version |
| 4.1 | 249                                                           | 532.5                                                         | 1.3                                                           | 17. März 2010                                                 | - Integration des Google-Übersetzers - Erweiterte Content-Einstellungen |
| 5.0 | 375                                                           | 533                                                           | 2.1                                                           | 25. Mai 2010                                                  | - Erste offizielle Version für Linux und Mac - schnelleres JavaScript - Zoom-Einstellungen werden pro Seite gespeichert - bessere HTML5-Unterstützung - Lesezeichenmanager als Tab - Synchronisierung von Browser-Einstellungen - Integriertes Flash-Plugin - Fehlerkorrekturen |
| 6.0 | 472                                                           | 534.3                                                         | 2.2                                                           | 2. September 2010                                             | - neues Design der Omnibox (Adresszeile) - Bis zu 15 % schnelleres JavaScript - Autofill-Funktion - Synchronisierung von Erweiterungen und Autofill - Unterstützung des WebM-Formates - Fehlerkorrekturen |
| 7.0 | 517                                                           | 534.7                                                         | 2.3.11                                                        | 19. Oktober 2010                                              | - Bessere HTML5-Unterstützung, leichteres Cookie-Blockade, schnelleres JavaScript, File-API, Behebung hunderter Programmfehler |
| 8.0 | 552                                                           | 534.10                                                        | 2.4.9                                                         | 2. Dezember 2010                                              | - Integrierter PDF-Betrachter - „about:flags“ zum Aktivieren von Vorabfunktionen wie Hardwarebeschleunigung durch Grafikkarte oder Instant-Suche - Etwa 800 Fehlerkorrekturen |
| 9.0 | 597                                                           | 534.13                                                        | 2.5.9                                                         | 3. Februar 2011                                               | - Flash-Sandbox, Adobe Flash Player 10.2 - Chrome Instant (optional) - Unterstützung von WebGL und WebP - Google Cloud Print (Beta) - Fehlerkorrekturen |
| 10.0 | 648                                                           | 534.16                                                        | 3.0.12                                                        | 8. März 2011                                                  | - Druckvorschau, schnelleres JavaScript mit Crankshaft-Compiler, mehr HTML5-Unterstützung, Einstellungen als Tabs, Video-Hardwarebeschleunigung, Sandbox für Adobe Flash unter Windows, Optionale Passwort-Synchronisierung |
| 11.0 | 696                                                           | 534.24                                                        | 3.1.8                                                         | 27. April 2011                                                | - HTML5 Speech Input API, „Speechify“ (Spracherkennung) - Neues Grafiksystem - IndexedDB - Silverlight-Update zu Version 4 - Fehlerkorrekturen |
| 12.0 | 742                                                           | 534.30                                                        | 3.2.10                                                        | 7. Juni 2011                                                  | - Auswahl mehrerer Tabs (mit Strg) - GPU-beschleunigtes 3D CSS - Malware-Erkennung - OS X: Nachbesserung der Animation beim Verschieben in der Favoritenleiste |
| 13.0 | 782                                                           | 535.1                                                         | 3.3.10                                                        | 2. August 2011                                                | - Tab-Gruppierung - Mehrere Profile - experimentelle Neuer-Tab-Oberfläche - Google Instant Pages - Druckvorschau im Fenster unter Windows und Linux |
| 14.0 | 835                                                           | 535.1                                                         | 3.4.14                                                        | 16. September 2011                                            | - Web Audio API - Native Client (NaCl) - Bessere Unterstützung von Mac OS X Lion (Druckvorschau, Vollbildmodus, neue Scrollleisten) - Verschlüsselung synchronisierter Daten (bisher nur Passwörter) |
| 15.0 | 874                                                           | 535.2                                                         | 3.5.10                                                        | 25. Oktober 2011                                              | - Schnellere Druckvorschau - JavaScript-API für Vollbild - Synchronisierung von Suchmaschinen - VP8-Decoder FFmpeg - Neu gestaltete Seite für neue Tabs (drei Kategorien: Apps, Bookmarks und die am häufigsten besuchten Seiten) |
| 16.0 | 912                                                           | 535.7                                                         | 3.6.6                                                         | 13. Dezember 2011                                             | - Neue Startseite mit Optimierung für Tablets - Synchronisation mehrerer Benutzer an einem Rechner |
| 17.0 | 963                                                           | 535.11                                                        | 3.7.12                                                        | 9. Februar 2012                                               | - Panels (kleine, immer erreichbare Fenster am unteren Bildschirmrand) - Besserer Schutz vor Schadsoftware durch Download-Prüfung - Beim Tippen in die „Omnibox“ wird die Webseite, die am wahrscheinlichsten aufgerufen wird, im Hintergrund vorgeladen - Erweiterte API - Designänderungen („+“-Zeichen aus der „Neuer Tab“-Schaltfläche wurde entfernt) |
| 18.0 | 1025                                                          | 535.19                                                        | 3.8.9                                                         | 28. März 2012                                                 | - Hardwarebeschleunigung für 2D-Canvas aktiv sowie für Windows XP und für ältere GPUs mittels SwiftShader - Bessere Wiederherstellung der Sitzung - Zugriff auf ein Gamepad für Apps |
| 19.0 | 1084                                                          | 536.5                                                         | 3.9.24                                                        | 15. Mai 2012                                                  | - Unterstützung von JavaScript 6 („Harmony“) - Umgestaltung von Einstellungen und Verlauf - Rechtschreibprüfung durch Google - Fehlerbehebung (z. B. 3D-Beschleunigung mit Nvidia Optimus) |
| 20.0 | 1132                                                          | 536.11                                                        | 3.10.8                                                        | 29. Juni 2012                                                 | - „Chrome to mobile“ hinzugefügt, Panels eingeführt, damit Erweiterungen direkt in der Startseite laufen |
| 21.0 | 1180                                                          | 537.1                                                         | 3.11.10                                                       | 31. Juli 2012                                                 | - Parallel neben der Desktop-Version auch als Modern-App für Windows 8 verfügbar - Media Stream API für Webcam- und Mikrofon-Zugriff (WebRTC) - TLS 1.1 ist aktiviert - HTML5 Audio/Video und Web Audio jetzt mit Unterstützung für 24-Bit-PCM-Wave-Dateien - Unterstützung hochauflösender Retina-Displays - Verbesserung von Google Cloud Print - Erweiterte Gamepad-Unterstützung |
| 22.0 | 1229                                                          | 537.4                                                         | 3.12.19                                                       | 25. September 2012                                            | - JavaScript-Programmierschnittstelle „Pointer Lock API“ - Verbesserte Kompatibilität mit Windows 8 und HiDPI/Retina-Displays - Neues Icon für „Einstellungen“ - Erneuerte JavaScript-Implementierung V8 - Zoom-Icon in der Omnibar |
| 23.0 | 1271                                                          | 537.11                                                        | 3.13.7                                                        | 6. November 2012                                              | - Übersichtlicheres Dropdown-Menü für die Berechtigungen einer Website - Unterstützung des Do-Not-Track-Protokolls - Ein Lupen-Icon in der Adressleiste zeigt den Zoom in % an |
| 24.0 | 1312                                                          | 537.18                                                        | 3.14.5                                                        | 10. Januar 2013                                               | - Unterstützung von MathML (ab Version 25 wieder entfernt) |
| 25.0 | 1364                                                          | 537.18                                                        | 3.15.11                                                       | 22. Februar 2013                                              | - Opus-Audioformat und VP9-Video werden unterstützt - JavaScript Web Speech API - höhere Sicherheit der Extensions - mehr Unterstützung der HTML5-Zeit- und Datumseingabe - MathML Unterstützung entfernt - bessere WebGL-Fehlerbehandlung |
| 26.0 | 1410                                                          | 537.31                                                        | 3.16.14                                                       | 26. März 2013                                                 | - Verbesserte Rechtschreibprüfung („Ask Google for suggestions“) - Asynchrone DNS-Auflösung in Mac OS X und Linux - Desktop-Shortcuts für Profile in Windows |
| 27.0 | 1453                                                          | 537.36                                                        | 3.17.6                                                        | 21. Mai 2013                                                  | - Webseiten laden nach Angaben von Google circa 5 % schneller - Verbesserte Rechtschreibprüfung - Bessere Suchergebnisse in der Omnibox |
| 28.0 | 1500                                                          | 537.36                                                        | 3.18.5                                                        | 17. Juni 2013 (Linux) 9. Juli 2013 (OS X und Windows)         | - Umstieg auf die WebKit-Abspaltung Blink - Neue Benachrichtigungen („Rich Notifications“) |
| 29.0 | 1547                                                          | 537.36                                                        | 3.19.18                                                       | 20. August 2013                                               | - TLS 1.2 wird unterstützt - Vorläufige QUIC-Unterstützung - Verbesserte Omnibox-Vorschläge - Zurücksetzen der Browser-Einstellungen möglich - VP9 aktiviert - 25 Sicherheitslücken behoben |
| 30.0 | 1599                                                          | 537.36                                                        | 3.20.17                                                       | 1. Oktober 2013                                               | - Weitere APIs für Apps und Erweiterungen, einfachere Suche nach Bildern in Google |
| 31.0 | 1650                                                          | 537.36                                                        | 3.21.18                                                       | 13. November 2013                                             | - 25 Sicherheitslücken behoben - Mobile Version: Der Barrierefreie Registerkarten-Wechsler (accessibility tab switcher), welcher die Registerkarten als einfache Listenansicht mit Titel, Adresse und Symbol zeigte, mit Version 31 eingeführt. |
| 32.0 | 1700                                                          | 537.36                                                        | 3.22.24                                                       | 14. Januar 2014                                               | - Anzeigen für Ton, Webcam und Streaming im Tab - Neues Design der Windows-8-Modern-UI-App - Blockieren von Malware - neue App- und Extension-APIs |
| 33.0 | 1750                                                          | 537.36                                                        | 3.23.17                                                       | 19. Februar 2014                                              | - Web-Speech-API-Unterstützung - 28 Sicherheitslücken behoben |
| 34.0 | 1847                                                          | 537.36                                                        | 3.24.35                                                       | 8. April 2014                                                 | - Flash-Player auf Version 13 aktualisiert - andere Darstellung des Metro-Modus in Windows 8 - 31 Sicherheitslücken geschlossen |
| 35.0 | 1916                                                          | 537.36                                                        | 3.25.28                                                       | 20. Mai 2014                                                  | - Neue JavaScript-Features - 23 Sicherheitslücken geschlossen |
| 36.0 | 1985                                                          | 537.36                                                        | 3.26.31                                                       | 16. Juli 2014                                                 | - „Chrome App Launcher“ für Linux - 26 Sicherheitslücken geschlossen |
| 37.0 | 2062                                                          | 537.36                                                        | 3.27.34                                                       | 26. August 2014                                               | - 64-Bit-Unterstützung für Windows 7 und Windows 8 - DirectWrite für Windows - Aufbewahrungsdauer des Browserverlaufes von unbegrenzt auf 3 Monate verkürzt. - 50 Sicherheitslücken geschlossen |
| 38.0 | 2125                                                          | 537.36                                                        | 3.28.71                                                       | 7. Oktober 2014                                               | - Neue App- und Erweiterungen-API - 159 Sicherheitslücken geschlossen |
| 39.0 | 2171                                                          | 537.36                                                        | 3.29.88                                                       | 18. November 2014                                             | - 64-Bit-Unterstützung für Mac OS, neue App- und Erweiterungen-API - 42 Sicherheitslücken geschlossen |
| 40.0 | 2214                                                          | 537.36                                                        | 3.30.33                                                       | 21. Januar 2015                                               | - Aktualisierte Infodialoge für Windows und Linux - 62 Sicherheitslücken geschlossen |
| 41.0 | 2272                                                          | 537.36                                                        | 4.1.0                                                         | 3. März 2015                                                  | - 51 Sicherheitslücken geschlossen |
| 42.0 | 2311                                                          | 537.36                                                        | 4.2.77                                                        | 14. April 2015                                                | - Neue Programmierschnittstellen - „Push API“ zur Benachrichtigungs-Ausgabe - 45 Sicherheitslücken geschlossen |
| 43.0 | 2357                                                          | 537.36                                                        | 4.3.61                                                        | 19. Mai 2015                                                  | - Adobe Flash auf Version 18 aktualisiert - 41 Sicherheitslücken geschlossen |
| 44.0 | 2403                                                          | 537.36                                                        | 4.4.63                                                        | 21. Juli 2015                                                 | - EcmaScript 6-Unterstützung - Erweiterung der JavaScript-API - Unterstützung von Notification.data - Neuimplementierung des mehrspaltigen Layouts - Überarbeitung der Push-API - 43 Sicherheitslücken geschlossen |
| 45.0 | 2403                                                          | 537.36                                                        | 4.5.103                                                       | 1. September 2015                                             | - 29 Sicherheitslücken geschlossen |
| 46.0 | 2490                                                          | 537.36                                                        | 4.6.85                                                        | 13. Oktober 2015                                              | - 24 Sicherheitslücken geschlossen |
| 47.0 | 2526                                                          | 537.36                                                        | 4.7.80                                                        | 2. Dezember 2015                                              | - Benachrichtigungs-Center entfernt - 41 Sicherheitslücken geschlossen |
| 48.0 | 2564                                                          | 537.36                                                        | 4.8.271                                                       | 20. Januar 2016                                               | - Änderungen an Benachrichtigungen, Erkennung der maximalen Verbindungsgeschwindigkeit - 37 Sicherheitslücken geschlossen |
| 49.0 | 2623                                                          | 537.36                                                        | 4.9.385                                                       | 2. März 2016                                                  | - Inkognito-Modus und Download-Verlauf überarbeitet - 26 Sicherheitslücken geschlossen |
| 50.0 | 2661                                                          | 537.36                                                        | 5.0.71                                                        | 13. April 2016                                                | - Windows XP, Windows Vista, OS X 10.6 Snow Leopard, OS X 10.7 Lion, und OS X 10.8 Mountain Lion nicht mehr unterstützt - 20 Sicherheitslücken geschlossen |
| 51.0 | 2704                                                          | 537.36                                                        | 5.1.281                                                       | 25. Mai 2016                                                  | - 42 Sicherheitslücken geschlossen, darunter eine sehr kritische im PDF-Betrachter |
| 52.0 | 2743                                                          | 537.36                                                        | 5.2.361                                                       | 20. Juli 2016                                                 | - 48 Sicherheitslücken geschlossen |
| 53.0 | 2785                                                          | 537.36                                                        | 5.3.332                                                       | 2. September 2016                                             | - Google-Cast-Integration - 33 Sicherheitslücken geschlossen |
| 54.0 | 2840                                                          | 537.36                                                        | 5.4.500                                                       | 12. Oktober 2016                                              | - Einführung von Custom Elements V1 - Broadcast Channel - 21 Sicherheitslücken geschlossen |
| 55.0 | 2883                                                          | 537.36                                                        | 5.5.372                                                       | 1. Dezember 2016                                              | - 36 Sicherheitslücken geschlossen |
| 56.0 | 2924                                                          | 537.36                                                        | 5.6.326                                                       | 25. Januar 2017                                               | - FLAC-Unterstützung - HTML5 standardmäßig aktiv - Flash automatisch für die meisten Webseiten blockiert - HTTP-Seiten werden als „unsicher“ dargestellt - 51 Sicherheitslücken geschlossen + 5 Weitere |
| 57.0 | 2987                                                          | 537.36                                                        | 5.7.492                                                       | 9. März 2017                                                  | - Geringer Stromverbrauch: Reduzierung der CPU-Auslastung für Hintergrund-Tabs - 36 Sicherheitslücken geschlossen |
| 58.0 | 3029                                                          | 537.36                                                        | 5.8.283                                                       | 19. April 2017                                                | - Automatische Aktualisierung der 32-Bit- auf 64-Bit-Version bei 64-Bit-Systemen - IndexedDB 2.0 integriert - 29 Sicherheitslücken geschlossen + 1 Weitere |
| 59.0 | 3071                                                          | 537.36                                                        | 5.9.211                                                       | 5. Juni 2017                                                  | - Einstellungsdialog im Material Design - 30 Sicherheitslücken geschlossen + 5 Weitere |
| 60.0 | 3112                                                          | 537.36                                                        | 6.0.286                                                       | 25. Juli 2017                                                 | - 40 Sicherheitslücken geschlossen |
| 61.0 | 3163                                                          | 537.36                                                        | 6.1.534                                                       | 5. September 2017                                             | - 22 Sicherheitslücken geschlossen + 3 Weitere |
| 62.0 | 3202                                                          | 537.36                                                        | 6.2.414                                                       | 17. Oktober 2017                                              | - Chrome Cleanup in Zusammenarbeit mit ESET - 35 Sicherheitslücken geschlossen + 5 Weitere |
| 63.0 | 3239                                                          | 537.36                                                        | 6.3.292                                                       | 6. Dezember 2017                                              | - 37 Sicherheitslücken geschlossen + 2 Weitere |
| 64.0 | 3282                                                          | 537.36                                                        | 6.4.388                                                       | 24. Januar 2018                                               | - Neue Richtlinie zur automatischen Video-Wiedergabe implementiert - 53 Sicherheitslücken geschlossen, davon zwei gegen die Spectre-Sicherheitslücke + 2 Weitere |
| 65.0 | 3325                                                          | 537.36                                                        | 6.5.254                                                       | 6. März 2018                                                  | - 45 Sicherheitslücken geschlossen + 1 Weitere |
| 66.0 | 3359                                                          | 537.36                                                        | 6.6.346                                                       | 17. April 2018                                                | - 62 Sicherheitslücken geschlossen + 7 Weitere |
| 67.0 | 3396                                                          | 537.36                                                        | 6.7.288                                                       | 29. Mai 2018                                                  | - Bessere Website-Isolierung für einen Großteil der Installationen - WebAuthn (Web Authentication) - WebXR-Device-API für Virtual (VR) und Augmented Reality (AR) - 34 Sicherheitslücken geschlossen + 2 Weitere |
| 68.0 | 3440                                                          | 537.36                                                        | 6.8.275                                                       | 24. Juli 2018                                                 | - Deutlichere Kennzeichnung von Webseiten die kein HTTPS verwenden - 42 Sicherheitslücken geschlossen |
| 69.0 | 3497                                                          | 537.36                                                        | 6.9.427                                                       | 4. September 2018                                             | - Farben und Tab-Form geändert, Ecken der Suchleisten abgerundet - Passwortgenerator beim Registrieren auf Webseiten - Omnibox zeigt Suchanfragen über die Google-Suchmaschine als Antworten an - Anmeldetrennung zwischen Chrome-Anmeldung und Google-Onlinediensten aufgehoben - Alle Google-Cookies werden nach Löschung automatisch neu angelegt - 40 Sicherheitslücken geschlossen + 3 Weitere |
| 70.0 | 3538                                                          | 537.36                                                        | 7.0.276                                                       | 16. Oktober 2018                                              | - Unterstützung von Progressive Web Apps unter Microsoft Windows 10 - Video-Decoder AV1 für Desktop-Versionen - TLS 1.3 standardmäßig aktiviert - 23 Sicherheitslücken geschlossen + 4 Weitere |
| 71.0 | 3538                                                          | 537.36                                                        | 7.0.276                                                       | 4. Dezember 2018                                              | - Effektivere Blockierung von Werbung, die sich nicht an Standards der Coalition for Better Ads hält - Blockierung der automatischen Audiowiedergabe bei Verwendung von Web Audio API - 43 Sicherheitslücken geschlossen + 1 Weitere |
| 72.0 | 3626                                                          | 537.36                                                        | 7.2.502                                                       | 29. Januar 2019                                               | - HPKP-Unterstützung entfernt - WebAuthn-Unterstützung für Microsoft Windows - 58 Sicherheitslücken geschlossen + 2 Weitere |
| 73.0 | 3683                                                          | 537.36                                                        | 7.3.492                                                       | 12. März 2019                                                 | - macOS: „Dark Mode“ bei Verwendung eines dunklen Farbschemas, Unterstützung von Progressive Web Apps - 60 Sicherheitslücken geschlossen + 1 Weitere |
| 74.0 | 3729                                                          | 537.36                                                        | 7.4.288                                                       | 23. April 2019                                                | - „Dark Mode“ unter Microsoft Windows 10 bei Verwendung eines dunklen Farbschemas - 39 Sicherheitslücken geschlossen + 3 Weitere |
| 75.0 | 3770                                                          | 537.36                                                        | 7.5.288                                                       | 4. Juni 2019                                                  | - 47 Sicherheitslücken geschlossen + 3 Weitere |
| 76.0 | 3809                                                          | 537.36                                                        | 7.6.303                                                       | 30. Juli 2019                                                 | - Adobe Flash wird in den Einstellungen standardmäßig auf „Blockieren“ gesetzt (vorheriger Standard „Zuerst fragen“) - Erkennung des „Inkognito-Fensters“ wird für Webseiten erschwert - Hinweis in der Adresszeile zur Installation von „Progressive Web Apps“, sofern diese von Webseiten angeboten werden - 43 Sicherheitslücken geschlossen + 7 Weitere - Die in der mobilen Version 31 eingeführte Einstellungsmöglichkeit in der Spezialseite chrome://flags wurde mit Version 76 im Mai 2019 entfernt.                                                                                |
| 77.0 | 3865                                                          | 537.36                                                        | 7.7.299                                                       | 10. September 2019                                            | - Extended-Validation-Zertifikat wird in der Adresszeile nicht mehr angezeigt - Ladeanimation für jedes Tab - 52 Sicherheitslücken geschlossen + 9 Weitere |
| 78.0 | 3904                                                          | 537.36                                                        | 7.8.279                                                       | 22. Oktober 2019                                              | - 37 Sicherheitslücken geschlossen + 6 Weitere |
| 79.0 | 3945                                                          | 537.36                                                        | 7.9.317                                                       | 10. Dezember 2019                                             | - Über die Anmeldung mit dem Google-Konto, können gespeicherte Passwörter überprüft werden, ob diese von Datenpannen betroffen sind - 51 Sicherheitslücken geschlossen + 15 Weitere |
| 80.0 | 3987                                                          | 537.36                                                        | 8.0.426                                                       | 4. Februar 2020                                               | - 56 Sicherheitslücken geschlossen + 33 Weitere |
| 81.0 | 4044                                                          | 537.36                                                        | 8.1.307                                                       | 7. April 2020                                                 | - 32 Sicherheitslücken geschlossen + 14 Weitere |
| 83.0 | 4103                                                          | 537.36                                                        | 8.3.110                                                       | 19. Mai 2020                                                  | - Version 82 wurde aufgrund der COVID-19-Pandemie übersprungen - Tabs können ohne Drag and Drop mittels Menü in neue Fenster verschoben oder zu bereits geöffneten hinzugefügt werden - Drittanbieter-Cookies können im Inkognito-Fenster blockiert werden - DNS over HTTPS - Neue Einstellung „Sicherheitscheck“: Prüft auf Chrome-Updates, die Safe-Browsing-Einstellungen, installierte Erweiterungen auf Schädlinge und gespeicherte Passwörter, ob diese von Datenpannen betroffen sind - Überarbeitete der Safe-Browsing-Einstellungen - 38 Sicherheitslücken geschlossen + 11 Weitere |
| 84.0 | 4147                                                          | 537.36                                                        | 8.4.371                                                       | 14. Juli 2020                                                 | - 38 Sicherheitslücken geschlossen + 24 Weitere |
| 85.0 | 4183                                                          | 537.36                                                        | 8.5.210                                                       | 25. August 2020                                               | - Tabs können gruppiert und mit Namen sowie Farben gekennzeichnet werden - Native Unterstützung des AVIF-Bildformats - PDF-Betrachter unterstützt das Ausfüllen von Formularen - Bis zu 10 % schnellere Seitenladezeiten durch Profile Guided Optimization - 20 Sicherheitslücken geschlossen + 15 Weitere |
| 86.0 | 4240                                                          | 537.36                                                        | 8.6.395                                                       | 6. Oktober 2020                                               | - 35 Sicherheitslücken geschlossen + 8 Weitere |
| 87.0 | 4280                                                          | 537.36                                                        | 8.7.220                                                       | 17. November 2020                                             | - Verbessertes Ressourcenmanagement (Tab Throttling, Occlusion Tracking, bfcache) - Neue Funktionen für PDF-Betrachter (Miniaturansicht, Inhaltsverzeichnis und Zwei-Seiten-Ansicht) - 33 Sicherheitslücken geschlossen + 24 Weitere |
| 88.0 | 4324                                                          | 537.36                                                        | 8.8.278                                                       | 19. Januar 2021                                               | - Unterstützung von FTP und Adobe Flash deaktiviert - Erzeugung von QR-Codes zum Teilen von URLs - 36 Sicherheitslücken geschlossen + 17 Weitere |
| 89.0 | 4389                                                          | 537.36                                                        | 8.9.255                                                       | 2. März 2021                                                  | - Neue „Leseliste“ mit der sich Webseiten speichern lassen, um sie später offline zu lesen - Tab-Suchfunktion - Automatische Untitertitelgenerierung für Videos - 47 Sicherheitslücken geschlossen + 15 Weitere |
| 90.0 | 4430                                                          | 537.36                                                        | 9.0.257                                                       | 14. April 2021                                                | - Verbesserter AV1-Decoder - „Leseliste“ kann ausgeblendet werden - Chrome-Fenstertitel können umbenannt werden - „Privacy Sandbox“: Testfunktion für neues Web-Tracking mittels FLoC ist über die Einstellungen einseh- und deaktivierbar - 37 Sicherheitslücken geschlossen + 35 Weitere |
| 91.0 | 4472                                                          | 537.36                                                        | 9.1.269                                                       | 25. Mai 2021                                                  | - Ruhezustand für zusammengeklappte Tab-Gruppen - Unterstützung von TLS 1.0 und 1.1 entfernt - Verbesserte Prüfung des Referrers und von Downloads im Modus „Erweitertes Safe Browsing“ - 32 Sicherheitslücken geschlossen + 22 Weitere |
| 92.0 | 4515                                                          | 537.36                                                        | 9.2.230                                                       | 20. Juli 2021                                                 | - Verbesserte und schnellere Erkennung von Phishing-Websites - 35 Sicherheitslücken geschlossen + 19 Weitere |
| 93.0 | 4577                                                          | 537.36                                                        | 9.3.345                                                       | 31. August 2021                                               | - Einzelne Tabs aus geschlossenen Tab-Gruppen lassen sich über den Verlauf wieder herstellen - 27 Sicherheitslücken geschlossen + 11 Weitere |
| 94.0 | 4606                                                          | 537.36                                                        | 9.4.146                                                       | 21. September 2021                                            | - Neuer Update-Zyklus für Hauptversion, die nun alle vier statt sechs Wochen aktualisiert wird - Neuer Extended Stable Channel, der alle acht Wochen aktualisiert wird und bis dahin nur Sicherheitsupdates erhält - HTTPS First: Neue Option „Immer sichere Verbindungen verwenden“ zeigt eine Warnseite vor dem Aufrufen einer HTTP-Seite - Sharing Hub: Neues „Teilen“-Menü in Adressleiste - 19 Sicherheitslücken geschlossen + 9 Weitere |
| 95.0 | 4638                                                          | 537.36                                                        | 9.5.172                                                       | 19. Oktober 2021                                              | - FTP-Unterstützung entfernt - 19 Sicherheitslücken geschlossen + 8 Weitere |
| 96.0 | 4664                                                          | 537.36                                                        | 9.6.180                                                       | 15. November 2021                                             | - 25 Sicherheitslücken geschlossen + 27 Weitere |
| 97.0 | 4692                                                          | 537.36                                                        | 9.7.106                                                       | 4. Januar 2022                                                | - 37 Sicherheitslücken geschlossen + 26 Weitere |
| 98.0 | 4758                                                          | 537.36                                                        | 9.8.177                                                       | 1. Februar 2022                                               | - 27 Sicherheitslücken geschlossen + 11 Weitere |
| 99.0 | 4844                                                          | 537.36                                                        | 9.9.115                                                       | 1. März 2022                                                  | - 28 Sicherheitslücken geschlossen + 12 Weitere |
| 100.0 | 4896                                                          | 537.36                                                        | 10.0.139                                                      | 29. März 2022                                                 | - 28 Sicherheitslücken geschlossen + 14 Weitere |
| 101.0 | 4951                                                          | 537.36                                                        | 10.1.124                                                      | 26. April 2022                                                | - 29 Sicherheitslücken geschlossen + 13 Weitere |
| 102.0 | 5005                                                          | 537.36                                                        | 10.2.154                                                      | 24. Mai 2022                                                  | - 32 Sicherheitslücken geschlossen + 7 Weitere |
| 103.0 | 5060                                                          | 537.36                                                        | 10.3.174                                                      | 21. Juni 2022                                                 | - 14 Sicherheitslücken geschlossen + 15 Weitere |
| 104.0 | 5112                                                          | 537.36                                                        | 10.4.132                                                      | 2. August 2022                                                | - 27 Sicherheitslücken geschlossen + 11 Weitere |
| 105.0 | 5195                                                          | 537.36                                                        | 10.5.218                                                      | 30. August 2022                                               | - 24 Sicherheitslücken geschlossen + 12 Weitere |
| 106.0 | 5249                                                          | 537.36                                                        | 10.6.194                                                      | 27. September 2022                                            | - Übersetzung von markierten Textstellen über das Kontextmenü - 22 Sicherheitslücken geschlossen + 9 Weitere |
| 107.0 | 5304                                                          | 537.36                                                        | 10.7.193                                                      | 25. Oktober 2022                                              | - HEVC-Unterstützung - 14 Sicherheitslücken geschlossen + 1 Weitere |
| 108.0 | 5359                                                          | 537.36                                                        | 10.8.168                                                      | 29. November 2022                                             | - „Passkeys“-Unterstützung für Windows 11, macOS und Android - 28 Sicherheitslücken geschlossen + 9 Weitere |
| 109.0 | 5414                                                          | 537.36                                                        | 10.9.194                                                      | 10. Januar 2023                                               | - Verbesserter Warnhinweis für potentiell gefährliche Downloads - 7z-Archive werden im Safe Browsing-Modus auf Schadcode geprüft - Kontextbasierte Google-Suche öffnet sich im selben Fenster - 17 Sicherheitslücken geschlossen + 6 Weitere |
| 110.0 | 5481                                                          | 537.36                                                        | 11.0.226                                                      | 7. Februar 2023                                               | - Windows 7, 8.1 und Server 2012 und 2012 R2 werden nicht mehr unterstützt - Arbeitsspeicher-Sparmodus und Energiesparmodus (für Notebooks) - 15 Sicherheitslücken geschlossen + 10 Weitere |
| 111.0 | 5563                                                          | 537.36                                                        | 11.1.277                                                      | 7. März 2023                                                  | - Funktion Chrome Cleanup entfernt - 40 Sicherheitslücken geschlossen + 8 Weitere |
| 112.0 | 5615                                                          | 537.36                                                        | 11.2.214                                                      | 4. April 2023                                                 | - 16 Sicherheitslücken geschlossen + 10 Weitere |
| 113.0 | 5672                                                          | 537.36                                                        | 11.3.244                                                      | 2. Mai 2023                                                   | - 15 Sicherheitslücken geschlossen + 12 Weitere |
| 114.0 | 5735                                                          | 537.36                                                        | 11.4.183                                                      | 30. Mai 2023                                                  | - macOS 10.13 (High Sierra) und 10.14 (Mojave) werden nicht mehr unterstützt - 23 Sicherheitslücken geschlossen + 11 Weitere |
| 115.0 | 5790                                                          | 537.36                                                        | 11.5.150                                                      | 17. Juli 2023                                                 | - 20 Sicherheitslücken geschlossen + 17 Weitere |
| 116.0 | 5845                                                          | 537.36                                                        | 11.6.189                                                      | 15. August 2023                                               | - 26 Sicherheitslücken geschlossen + 11 Weitere |
| 117.0 | 5938                                                          | 537.36                                                        | 11.7.439                                                      | 12. September 2023                                            | - 16 Sicherheitslücken geschlossen + 11 Weitere |
| 118.0 | 5993                                                          | 537.36                                                        | 11.8.172                                                      | 10. Oktober 2023                                              | - 20 Sicherheitslücken geschlossen + 3 Weitere |
| 119.0 | 6045                                                          | 537.36                                                        | 11.9.169                                                      | 31. Oktober 2023                                              | - 15 Sicherheitslücken geschlossen + 12 Weitere |
| 120.0 | 6099                                                          | 537.36                                                        | 12.0.267                                                      | 5. Dezember 2023                                              | - 10 Sicherheitslücken geschlossen + 21 Weitere |
| 121.0 | 6167                                                          | 537.36                                                        | 12.1.285                                                      | 23. Januar 2024                                               | - 17 Sicherheitslücken geschlossen + 8 Weitere |
| 122.0 | 6261                                                          | 537.36                                                        | 12.2.281                                                      | 20. Februar 2024                                              | - 12 Sicherheitslücken geschlossen + 11 Weitere |
| 123.0 | 6312                                                          | 537.36                                                        | 12.3.219                                                      | 19. März 2024                                                 | - 12 Sicherheitslücken geschlossen + 10 Weitere |
| 124.0 | 6367                                                          | 537.36                                                        | 12.4.254                                                      | 16. April 2024                                                | - 23 Sicherheitslücken geschlossen + 10 Weitere |
| 125.0 | 6422                                                          | 537.36                                                        | 12.5.227                                                      | 15. Mai 2024                                                  | - 9 Sicherheitslücken geschlossen + 7 Weitere |
| 126.0 | 6478                                                          | 537.36                                                        | 12.6.228                                                      | 11. Juni 2024                                                 | - 21 Sicherheitslücken geschlossen + 21 Weitere |
| 127.0 | 6533                                                          | 537.36                                                        | 12.7.224                                                      | 23. Juli 2024                                                 | - 22 Sicherheitslücken geschlossen + 8 Weitere |
| 128.0 | 6613                                                          | 537.36                                                        | 12.8.374                                                      | 21. August 2024                                               | - 37 Sicherheitslücken geschlossen + 13 Weitere |
| 129.0 | 6668                                                          | 537.36                                                        | 12.9.202                                                      | 17. September 2024                                            | - 9 Sicherheitslücken geschlossen + 12 Weitere |
| 130.0 | 6723                                                          | 537.36                                                        | 13.0.245                                                      | 15. Oktober 2024                                              | - 17 Sicherheitslücken geschlossen + 7 Weitere |
| 131.0 | 6778                                                          | 537.36                                                        | 13.1.201                                                      | 12. November 2024                                             | - 12 Sicherheitslücken geschlossen + 19 Weitere |
| 132.0 | 6834                                                          | 537.36                                                        | 13.2.152                                                      | 14. Januar 2025                                               | - 16 Sicherheitslücken geschlossen + 5 Weitere |
| 133.0 | 6943                                                          | 537.36                                                        | 13.3.415                                                      | 4. Februar 2025                                               | - 12 Sicherheitslücken geschlossen + 8 Weitere |
| 134.0 | 6998                                                          | 537.36                                                        | 13.4.114                                                      | 4. März 2025                                                  | - 14 Sicherheitslücken geschlossen + 8 Weitere |
| 135.0 | 7049                                                          | 537.36                                                        | 13.5.212                                                      | 1. April 2025                                                 | - 13 Sicherheitslücken geschlossen + 5 Weitere |
| 136.0 | 7103                                                          | 537.36                                                        | 13.6.233                                                      | 29. April 2025                                                | - 8 Sicherheitslücken geschlossen + 2 Weitere |
| 137.0 | 7151                                                          | 537.36                                                        | 13.7.152                                                      | 27. Mai 2025                                                  | - 11 Sicherheitslücken geschlossen |
| 138.0 | 7204                                                          | 537.36                                                        | 13.8.258                                                      | 24. Juni 2025                                                 | - 11 Sicherheitslücken geschlossen |
| Legende:Ältere Version; nicht mehr unterstütztÄltere Version; noch unterstütztAktuelle VersionAktuelle VorabversionZukünftige Version |                                                               |                                                               |                                                               |                                                               | |

## Funktionen

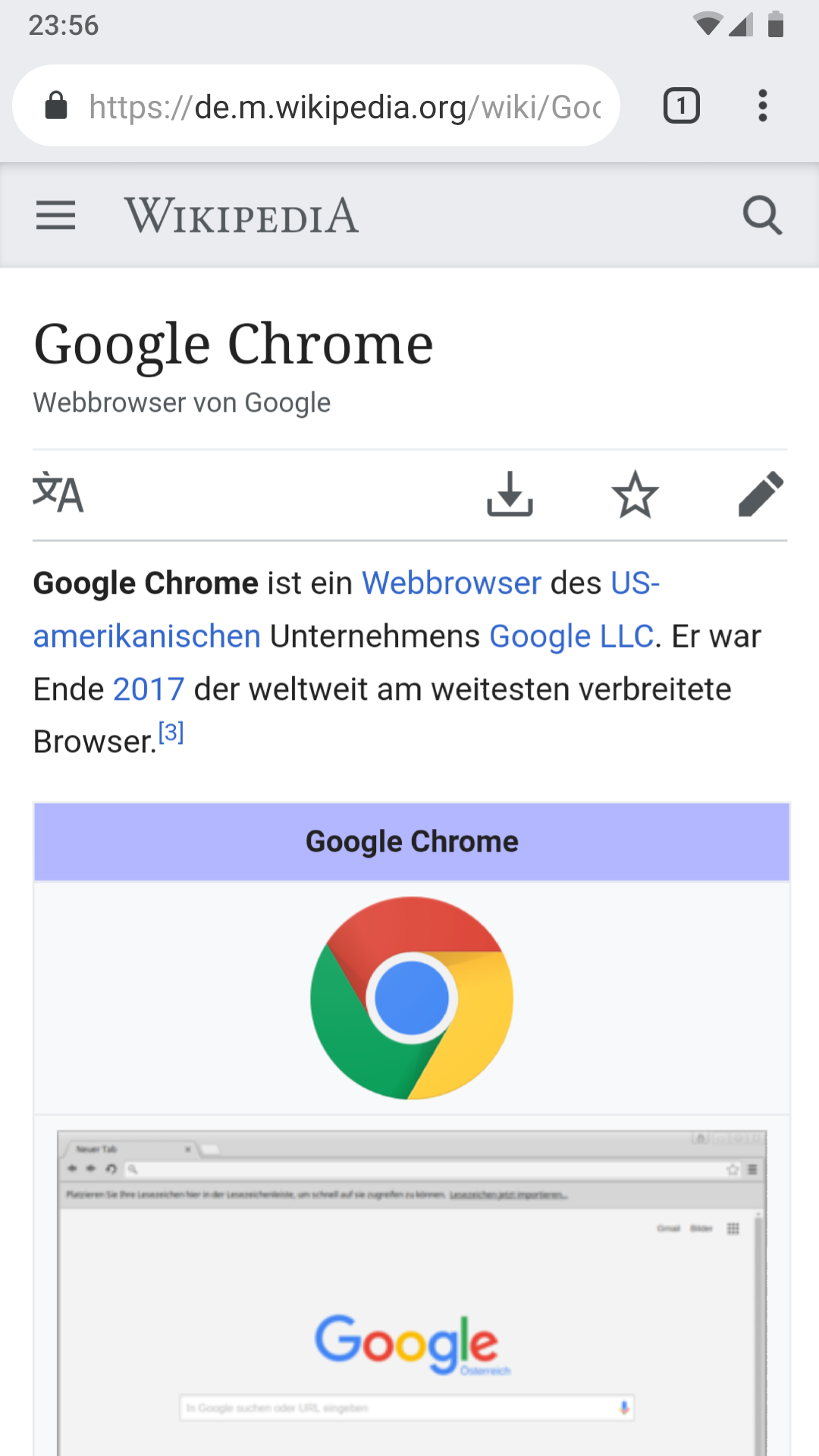
Google Chrome unter Android

Als zentrale Bedienelemente werden Tabs verwendet, mit denen die Inhalte übersichtlich dargestellt und auch parallel bearbeitet werden können. Die Benutzeroberfläche besteht aus einigen Kontrollschaltflächen sowie einer Adresszeile, die „Omnibox“ genannt wird. Diese macht unter anderem Vorschläge und erlaubt eine Textsuche über bisher besuchte Webseiten sowie über bisherige Suchanfragen. Außerdem wird auf der Startseite eine Suchleiste und eine automatisch generierte Liste mit den am häufigsten besuchten Webseiten angezeigt; auch ein Surfmodus („Inkognito-Fenster“), der keine Spuren auf dem lokalen System hinterlässt, ist vorhanden.

### Geschwindigkeit
Anfangs war eine besondere Stärke des Browsers seine Geschwindigkeit. Insbesondere V8, die seit der ersten Chrome-Version enthaltene virtuelle Laufzeitumgebung von JavaScript, übertraf nach Angaben von Google andere Implementierungen an Geschwindigkeit. Bei einem Test (Peacekeeper-Benchmark) im Jahr 2010 lief JavaScript in Chrome etwa doppelt so schnell wie im Mozilla Firefox 3.6 oder rund neunmal so schnell wie im Internet Explorer 8. Bei sehr rechenintensiven Tests wurden diese Werte noch übertroffen. In Folge haben auch die Hersteller anderer Browser ähnliche Optimierungen eingeführt.
2015 hatte Chrome nur noch einen kleinen oder gar keinen Vorsprung vor anderen Browsern mehr. Im „Sunspider“-Benchmark war Microsoft Edge fast doppelt so schnell. Auch 2016 gewann Edge fast alle Javascript-Benchmarks, doch erfüllt Chrome die meisten HTML5-Standards und konnte in allgemeineren Leistungstests punkten, wie zum Beispiel „RoboHornet“.

### Erweiterungen
Chrome unterstützt Plug-ins, welche über den „Chrome Web Store“ bezogen werden können. Die Erweiterungen werden über eine integrierte API eingebunden und werden in den Web-Technologien JavaScript, HTML und CSS entwickelt. Aufbauend auf dem Format wird unter dem Namen Browser Extensions ein browserübergreifender Standard für Erweiterungen erarbeitet.
Zudem werden „Chrome Apps“ unterstützt. Dies sind Chrome-Erweiterungen, die in einem eigenen Fenster dargestellt werden. Am 19. August 2016 gab Google bekannt, diese Funktion für Windows, OS X und Linux schrittweise einzustellen. Lediglich auf Chrome OS sollen sie weiter bestehen.
Nachdem Schadprogramme vielfach ungewünscht Erweiterungen in Chrome installiert haben, können diese nur noch über den von Google kontrollierten Web Store bezogen werden.

### Architektur
Zur Darstellung der Webseiten wird in Chrome der von Google und Opera Software entwickelte und von WebKit abgespaltene HTML-Renderer Blink verwendet. Die JavaScript-Implementierung V8 ist als freie Software veröffentlicht worden und stammt vom dänischen V8-Team, unterstützt Mehrkernprozessoren und ein dynamisches Optimierungsverfahren, bei dem JavaScript-Objekte versteckt um geteilte Klassen erweitert werden.
Chrome besteht aus drei Teilen. Der Browser selbst ist für die Steuerung der Software zuständig, der Renderer ist im Browser implementiert und stellt einen Subprozess wie zum Beispiel einen Reiter dar. Chrome ist komponentenbasiert aufgebaut. Die Interprozesskommunikation arbeitet nachrichtenorientiert und benutzt „Channeling“.
Anders als in vergleichbaren Browsern, in denen alle Tabs Teile eines einzelnen laufenden Programmes sind, sind die Tabs in Chrome in sich geschlossene Prozesse und als solche in einem eigenen Taskmanager kontrollierbar. Durch die Aufteilung in mehrere Prozesse soll vermieden werden, dass ein einziger Tab, in dem ein rechenintensiver Prozess läuft, die Leistung des gesamten Browsers in Mitleidenschaft zieht. Falls es mit einem Tab ein Problem gibt und der Prozess endet, so wird anstelle des Inhalts eine Fehlermeldung angezeigt. Außerdem werden die Prozesse der Tabs in einer Sandbox ausgeführt und haben damit nur sehr eingeschränkte Möglichkeiten, mit anderen Prozessen zu interagieren. Dateizugriffe sind nur über das Hauptprogramm (Browser-Prozess) möglich. Dadurch wird das Gros an Schadcode, das von geöffneten Websites aus eine Sicherheitslücke im Browser ausnutzt, gehindert, einen Computer zu befallen.

### Sicherheit
Beim alljährlichen Pwn2Own-Wettbewerb versuchen Teilnehmer, Computer mit jeweils einem installierten Browser zu hacken. Der Gewinner erhält als Belohnung den Computer und einen Geldpreis.
Google Chrome nimmt seit 2009 daran teil.
Das Bundesamt für Sicherheit in der Informationstechnik empfahl seit Februar 2012 den Einsatz von Google Chrome auf Computern mit einem Windows-Betriebssystem mit der Begründung, durch das Sandbox-Verfahren sei die Angriffsfläche des Chrome-Browsers deutlich reduziert. Nach einer Aktualisierung der Anforderungen 2019 wurden allerdings mehrere Punkte kritisiert, insbesondere der Umgang mit Nutzerdaten, sodass seitdem nur Mozilla Firefox alle Kriterien für einen sicheren Browser erfüllt.
Google Chrome ist der erste Webbrowser, der (ab Version 37) die Zwei-Faktor-Authentifizierung nach dem U2F-Standard der FIDO-Allianz ermöglicht. Mittels der frei zugänglichen Google Safe Browsing API erhält Chrome Listen gefährlicher Websites.
Ab Version 68 – im Juli 2018 – kennzeichnet Google Webseiten, die Datenübertragungen nicht per HTTPS verschlüsseln, in der Browserzeile vor der URL als unsicher. Bisher erschien bei HTTP-Seiten nur eine Warnung, wenn auf der Seite die Eingabe persönlicher Daten möglich war.
Google Chrome enthält eine interne Passwort-Verwaltung und einen Passwort-Generator.

## Verbreitung

Marktanteile der Webbrowser nach Angaben von StatCounter (Stand: April 2021)

Nachdem Google Chrome zunehmend mit dem bis dato meistgenutzten Webbrowser Internet Explorer konkurriert hatte, gelang es ihm im Mai 2012 nach Angaben des globalen Statistikunternehmens StatCounter erstmals, weltweit die Spitzenposition einzunehmen. So erreichte Chrome in der Woche vom 14. bis 20. Mai einen globalen Marktanteil von 32,8 Prozent, wohingegen der Internet Explorer nur auf 31,9 Prozent kam. Repräsentativ sind die veröffentlichten Zahlen von StatCounter allerdings nicht, da das Unternehmen nur die Daten der mit ihm verbundenen Unternehmen untersucht. Gleiches gilt für die US-Marktforscher von Net Applications, die im April 2012 stark von StatCounter abweichende Zahlen erhoben und dem Internet Explorer mit 54,09 Prozent noch eine deutliche Dominanz bescheinigt hatten. In deren Statistik lag Google Chrome mit 18,85 Prozent noch hinter Mozilla Firefox (20,2 Prozent) auf Rang 3.
Im Mai 2015 war Google Chrome laut StatCounter mit einem Anteil an der Internetnutzung weltweit (ohne mobile Geräte) von 49 Prozent der meistgenutzte Webbrowser. Auch in Europa lag er auf Platz 1 mit einem Anteil von 44,5 Prozent. In Deutschland dagegen lag er mit einem Anteil von 27 Prozent hinter Firefox auf Platz 2.
Im März 2016 lag Chrome mit 47,21 Prozent weltweitem Marktanteil (inklusive mobiler Geräte), laut StatCounter, sehr deutlich vor dem zweitplatzierten Safari mit 12,68 Prozent Marktanteil.
Im März 2022 lag der Anteil von Google Chrome laut StatCounter weltweit bei 63 Prozent, gefolgt von Safari mit 19 Prozent.

## Kritik

### Datenübertragung an Google
Es wird bemängelt, dass bei Nutzung von Google Chrome zu viele Daten an Google gesendet würden. Der Sprecher des BSI, Matthias Gärtner, äußerte datenschutzrechtliche Bedenken. Beim Tippen in der Adresszeile, die zugleich Eingabefeld für Suchbegriffe und Web-Adressen ist, wird jedes Schriftzeichen an die vom Benutzer gewählte Suchmaschine übermittelt, um Vervollständigungsvorschläge zu ermöglichen. Dieses standardmäßig eingeschaltete Verhalten ist ausschaltbar.
Google führt in seinen Datenschutzbestimmungen diverse Informationen auf, die von Chrome an Google gesendet werden. Bis zur Version 4.0 erhielt jede Installation eine eindeutige Identifikationsnummer, die bei der Installation, bei der ersten Verwendung und bei jeder automatischen Aktualisierungsprüfung mit weiteren grundlegenden Informationen zur Browser-Installation an Google gesendet wurde. Die Identifikationsnummer konnte manuell entfernt oder über Software-Erweiterungen unterdrückt werden. Ab Version 4.1 verzichtet Google auf die ID.
Chrome sendet Informationen über die Benutzung des Browsers an Google, dabei sind nicht alle Methoden optional.
Auch wenn Google-User im Inkognito-Modus surfen, sammelt Google Daten.
| Tracking-Methode                                  | gesendete Informationen | wann?                                                                 | optional? |
| ------------------------------------------------- | --- | --------------------------------------------------------------------- | --------- |
| Installation                                      | Zufällig erstellter Token im Installationsprogramm. Wird nach Angabe von Google benutzt, um die Anzahl der Installationen nachzuvollziehen. | Bei der Installation.                                                 | Nein      |
| RLZ Identifier                                    | Textcode, um nachzuvollziehen, wo und wann Chrome heruntergeladen wurde. Wird genutzt, um die Effektivität von Werbung für Chrome nachzuvollziehen. | Beim Benutzen der Google-Suche in der Adressleiste.                   | Ja 1)     |
| Navigationsfehler beheben                         | Der Text der Adressleiste. | Wenn eine Webadresse nicht gefunden wird oder die Domain geparkt ist. | Ja        |
| Nutzerstatistiken und Absturzberichte             | Eine zufällig erstellte eindeutige Benutzerkennung zusammen mit z. B. anonymisierten Nutzereinstellungen, welche Funktionen genutzt werden, Reaktionsgeschwindigkeit des Browsers. Bei Absturzberichten System-Informationen und unter Umständen auch Persönliches, wie z. B. Informationen zu den beim Absturz offenen Tabs. | Regelmäßig und nach einem Absturz des Browsers.                       | Ja        |
| An die eingestellte Suchmaschine gesendete Infos: | |                                                                       |           |
| Vorschläge                                        | Der Text der Adressleiste. | Während des Schreibens in der Adressleiste.                           | Ja        |

### Chrome Cleanup
Anfang April 2018 wurde kritisiert, dass das im Oktober 2017 eingeführte „Chrome Cleanup“, welches in Zusammenarbeit mit dem Softwaresicherheitsunternehmen ESET in den Browser integriert wurde, unter anderem den „Dokumente-Ordner“ auf Windows-Rechnern durchsucht. Zusätzlich ist standardmäßig die Datenübermittlung dieser „Computer bereinigen“ genannten Funktion an Google aktiviert, welches vielen Anwendern nicht bekannt sei. Ebenso ist die Funktion für Privatbenutzer nicht komplett abschaltbar. Die Datenerfassung lässt sich zwar deaktivieren, ist aber nach einem Neustart der Browser-Software wieder aktiv. Seit der Chrome-Version 73 (März 2019) lässt sich die Datenübertragung an Google dauerhaft deaktivieren, nachdem ein Benutzer dieses Verhalten im Juli 2018 für die Version 67 als Bug gemeldet hatte. Mit Erscheinen von Version 111 im März 2023 wurde bekannt, dass die „Chrome Cleanup“-Funktion entfernt wurde.

### Kürzung der URL in der Adressleiste
Mit Erscheinen von Chrome-Version 69 im September 2018 wurde bekannt, dass Google Teile der URL in der Browser-Adresszeile ähnlich wie in Apple Safari gekürzt darstellt. Dieser Schritt wurde von vielen Entwicklern kritisiert, da sich die Änderung auch auf Subdomains auswirkt und man dadurch in die Irre geführt werden kann. So werden zwei ähnlich aussehende, aber technisch vollkommen unterschiedliche Adressen wie http://www.pool.ntp.org und http://pool.ntp.org in Chrome 69 durch die gekürzte Darstellung immer als pool.ntp.org angezeigt und kann vom Benutzer nur durch einen Klick in die Adresszeile korrekt identifiziert werden. Googles Aussage nach sind URLs für viele Anwender zu technisch und zu kompliziert, weshalb man dies vereinfache. Die kritisierte Änderung wurde von Google eine Woche später in einer aktualisierten Version zunächst rückgängig gemacht, im August 2019 mit der Chrome-Version 76 jedoch wieder hinzugefügt.
Seit Juni 2021 wird dies beibehalten. In der Desktop-Version kann über das Kontextmenü in der Adressleiste jedoch die Option „Immer vollständige URLs anzeigen“ aktiviert werden, wodurch die vollständige URL wieder sichtbar ist.
Mit Erscheinen von Version 86 ging Google zwischenzeitlich noch einen Schritt weiter und zeigte bei einigen Chrome-Installationen nur noch die Domain anstelle der gekürzten URL an. Später zeigte man sich einsichtig und beließ den Standard mit gekürzter URL wie bei Version 76 beschrieben.

### Übergreifende Anmeldung auf Google-Webseiten
Weitere Kritik erhielt Version 69 für die übergreifende Anmeldung im Chrome-Browser und auf Google-Webseiten. Während die Anmeldung in Chrome zur Verwendung der Synchronisation von Browserdaten wie Suchverläufen, Passwörtern und Lesezeichen dient, können über die Google-Webseiten auf Dienste wie Gmail zugegriffen werden. Da ab Version 69 beide Anmeldungen miteinander verbunden sind, befürchten Datenschützer, dass viele Benutzer bei Verwendung der Google-Onlinedienste ungewollt ihre Browserdaten über die automatische Chrome-Anmeldung synchronisieren. Zuvor war die Anmeldung im Browser und auf Google-Webseiten voneinander getrennt, wodurch man mit unterschiedlichen Konten angemeldet sein konnte oder sich nur an einem der beiden Dienste anmelden konnte. Google reagierte auf diese Kritik und führte mit Version 70, welche im Oktober 2018 veröffentlicht wurde, die Option „Anmeldung in Chrome zulassen“ ein, mit welcher sich die automatische Chrome-Anmeldung nach einem Login an einem Google-Dienst deaktivieren lässt. Diese Einstellung ist standardmäßig allerdings aktiviert, sodass der Benutzer diese selbst abschalten muss (Opt-out).

### Federated Learning of Cohorts (FLoC)
Von Version 89 bis 91 (März bis Juli 2021) testete Google eine neue Technik zum Benutzertracking in Chrome, die Benutzer lokal im Browser in verschiedene Werbekategorien (Cohorts) einordnet. Die Funktion sollte die Privatsphäre der Nutzer stärken, wurde aber von Datenschützern und Bürgerrechtlern wie z. B. der EFF kritisierte, da sie unter anderem neue Möglichkeiten des Benutzertrackings schaffe und auf intransparenten Algorithmen basiere.
Die Information zur Teilnahme an den Tests konnten über die Chrome-Einstellungen unter „Privacy Sandbox“ entnommen werden, und darüber auch aktiviert bzw. deaktiviert werden. Zusätzlich konnte über die Website AmIFloced.com geprüft werden, ob der eigene Browser über eine entsprechende FLoC-Kennung verfügt. Für Chrome-Installationen in der EU wurde die Technik nach Angaben von Google aufgrund der DSGVO vorerst nicht aktiviert, wenngleich die Einstellung aktiviert wurde. Googles Tests mit FLoC betrafen 10 Länder (Australien, Brasilien, Indien, Indonesien, Japan, Kanada, Mexiko, Neuseeland, Philippinen und USA) und war gemäß Konzernangaben für einen „kleinen Prozentsatz“ der Installationen aktiviert.
Im Januar 2022 gab Google bekannt, FLoC zugunsten der „Topics API“ (auch als „Topics AD“ bezeichnet) einzustellen, welche nur noch themenbezogene Interessen sammelt.